# John Sheridan (labdarúgó)
John Joseph Sheridan (Stretford, 1964. október 1. –) ír válogatott labdarúgó, edző.

## Pályafutása

### Klubcsapatban
Stretfordban született, Angliában. Pályafutását 1981-ben a Manchester Cityben kezdte, de a felnőtt csapatban egyetlen alkalommal sem lépett pályára. 1982-ben a Leeds Unitedba igazolt, ahol első mérkőzését 1982. november 20-án játszotta egy Middlesbrough elleni gól nélküli döntetlent hozó mérkőzésen. A Leeds United színeiben hét éven keresztül játszott. 1989-ben a Sheffield Wednesday csapatába szerződött, melynek tagjaként 1991-ben megnyerte az angol ligakupát. 1996-ban pár mérkőzésen kölcsönben a Birmingham Cityben szerepelt, majd a Bolton Wanderers szerződtette, ahol 1996 és 1998 között játszott. 1998-ban rövid ideig a Doncaster Rovers játékosa volt. 1998 és 2004 között az Oldham Athletic együttesében szerepelt. 

### A válogatottban
1985 és 1993 között 34 alkalommal szerepelt az ír válogatottban, és 5 gólt szerzett. Részt vett az 1988-as Európa-bajnokságon, illetve az 1990-es és az 1994-es világbajnokságon.

## Sikerei, díjai

### Játékosként
Sheffield Wednesday
- Angol ligakupa (1): 1990–91

Bolton Wanderers
- Angol másodosztályú bajnok (1): 1996–97

### Edzőként
Chesterfield
- Angol negyedosztályú bajnok (1): 2010–11
- Football League Trophy (1): 2011–12